# Agilulfo (nome)
Agilulfo  è un nome proprio di persona italiano maschile.

## Varianti
- Maschili: Agilolfo
  - Ipocoristici: Agile[1]
- Femminili: Agilulfa[2]

### Varianti in altre lingue
- Catalano: Agilulf[3]
- Francese: Agilulf
- Galiziano: Axilulfo
- Germanico: Agilulf[4], Agilolf[4], Egilolf[4]
- Inglese: Agilulf
- Latino: Agilulfus
- Portoghese: Agilolfo
- Spagnolo: Agilulfo[3]
- Tedesco: Agilulf

## Origine e diffusione
È un nome di origine germanica, di tradizione longobarda; è composto dai termini agil (un'estensione di ag, "paura", "terrore" e anche "spada") e wulf ("lupo"). Alcune fonti lo considerano un composto di tre elementi, ag (stessa etimologia di agil), hild ("battaglia") e wulf. Tra i vari significati proposti vi sono "lupo guerriero", "lupo che incute spavento" e anche "spada del guerriero".
È un nome di matrice storica, portato da Agilulfo, il re dei Longobardi che fu re d'Italia e secondo marito di Teodolinda e promosse il cristianesimo fra la sua gente. In Italia è comunque molto raro.

## Onomastico
L'onomastico si festeggia in memoria di sant'Agilulfo (o Agilolfo o Agigulfo), vescovo di Colonia e martire, commemorato il 31 marzo per il dies natalis e il 9 luglio per l'arrivo delle sue reliquie.

## Persone

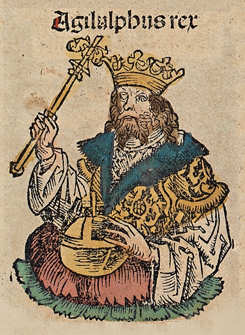
Agilulfo

- Agilulfo, re dei Longobardi e re d'Italia dal 591 al 616
- Agilulfo di Colonia, vescovo e santo tedesco
- Agilulfo Caramia, politico e avvocato italiano

## Il nome nelle arti
- Tale nome venne scelto da Italo Calvino per il protagonista del romanzo Il cavaliere inesistente.